# Mathias Wichmann
Mathias Wichmann Andersen (Aalborg, 6 agosto 1991) è un calciatore danese, centrocampista del Jerv.

## Carriera

### Club

#### Aalborg
Wichmann ha cominciato la carriera con la maglia dell'Aalborg. Ha esordito in Superligaen il 14 aprile 2010, subentrando ad Anders Due nel successo casalingo per 1-0 contro l'Odense.
Il 24 luglio 2011 ha trovato la prima rete nella massima divisione danese, contribuendo alla vittoria interna per 2-1 sull'Aarhus. Il 27 novembre 2012 ha prolungato il contratto con l'Aalborg fino al 30 giugno 2014.
Il 18 luglio 2013 ha avuto l'opportunità di esordire nelle competizioni europee per club, venendo schierato in sostituzione di Patrick Kristensen nella sconfitta per 3-0 in casa del Dila Gori, sfida valida per il secondo turno di qualificazione all'Europa League 2013-2014.
Ha contribuito al double della stagione 2013-2014, in cui il suo Aalborg si è aggiudicato campionato e coppa nazionale. Il 7 gennaio 2015, Wichmann ha rescisso il contratto che lo legava al club.

#### Viborg
Lo stesso 7 gennaio 2015, il Viborg - all'epoca in 1. Division - ha annunciato d'aver ingaggiato Wichmann, che si è legato al club fino al 30 giugno 2017. Ha debuttato con questa maglia il 20 maggio, subentrando a Martin Svensson nel pareggio casalingo per 1-1 contro lo Skive. Al termine di quella stessa annata, la squadra ha centrato la promozione in Superligaen. Il 23 maggio 2016 ha trovato la prima rete in campionato, con cui ha sancito il successo per 0-1 in casa del Brøndby.

#### Jerv
Il 26 luglio 2017, i norvegesi del Jerv – militanti in 1. divisjon, secondo livello del campionato – hanno reso noto d'aver ingaggiato Wichmann, che si è legato al nuovo club con un contratto valido fino al 30 giugno 2019 ed ha scelto di vestire la maglia numero 6. Ha esordito in squadra il 30 luglio, schierato titolare nella vittoria per 0-1 maturata sul campo del Levanger.
Il 13 giugno 2019 ha prolungato il contratto che lo legava al Jerv, fino al 31 dicembre 2020. L'8 ottobre 2020 ha ulteriormente rinnovato l'accordo con il club, fino al 31 dicembre 2022.

### Nazionale
Wichmann ha rappresentato la Danimarca a livello Under-18, Under-19, Under-20 e Under-21. Per quanto concerne quest'ultima selezione, ha esordito in data 10 agosto 2011, schierato titolare nella vittoria per 0-1 contro la Polonia, in un'amichevole giocata a Poznań.

## Statistiche

### Presenze e reti nei club
Statistiche aggiornate al 25 dicembre 2020.
| Stagione       | Club           | Campionato     | Campionato | Campionato | Coppe nazionali | Coppe nazionali | Coppe nazionali | Coppe continentali | Coppe continentali | Coppe continentali | Supercoppe | Supercoppe | Supercoppe | Totale | Totale |
| Stagione       | Club           | Comp           | Pres       | Reti       | Comp            | Pres            | Reti            | Comp               | Pres               | Reti               | Comp       | Pres       | Reti       | Pres   | Reti   |
| -------------- | -------------- | -------------- | ---------- | ---------- | --------------- | --------------- | --------------- | ------------------ | ------------------ | ------------------ | ---------- | ---------- | ---------- | ------ | ------ |
| 2009-2010      | Aalborg        | SL             | 3          | 0          | CD              | 0               | 0               | UEL                | 0                  | 0                  | -          | -          | -          | 3      | 0      |
| 2010-2011      | Aalborg        | SL             | 28         | 0          | CD              | 2               | 0               | -                  | -                  | -                  | -          | -          | -          | 30     | 0      |
| 2011-2012      | Aalborg        | SL             | 27         | 2          | CD              | 1               | 0               | -                  | -                  | -                  | -          | -          | -          | 28     | 2      |
| 2012-2013      | Aalborg        | SL             | 27         | 2          | CD              | 2               | 0               | -                  | -                  | -                  | -          | -          | -          | 29     | 2      |
| 2013-2014      | Aalborg        | SL             | 11         | 0          | CD              | 6               | 0               | UEL                | 2                  | 0                  | -          | -          | -          | 19     | 0      |
| 2014-gen. 2015 | Aalborg        | SL             | 11         | 1          | CD              | 2               | 0               | UCL+UEL            | 3+2                | 0                  | -          | -          | -          | 18     | 1      |
| Totale Aalborg | Totale Aalborg | Totale Aalborg | 108        | 5          |                 | 13              | 0               |                    | 3+4                | 0                  |            | -          | -          | 128    | 5      |
| gen.-giu. 2015 | Viborg         | 1D             | 4          | 0          | CD              | -               | -               | -                  | -                  | -                  | -          | -          | -          | 4      | 0      |
| 2015-2016      | Viborg         | SL             | 24         | 1          | CD              | 3               | 1               | -                  | -                  | -                  | -          | -          | -          | 27     | 2      |
| 2016-2017      | Viborg         | SL             | 13+2       | 0          | CD              | 2               | 0               | -                  | -                  | -                  | -          | -          | -          | 17     | 0      |
| Totale Viborg  | Totale Viborg  | Totale Viborg  | 41+2       | 1+0        |                 | 5               | 1               |                    | -                  | -                  |            | -          | -          | 48     | 2      |
| lug.-ago. 2017 | Jerv           | 1D             | 14         | 0          | CN              | 1               | 0               | -                  | -                  | -                  | -          | -          | -          | 15     | 0      |
| 2018           | Jerv           | 1D             | 27         | 2          | CN              | 2               | 1               | -                  | -                  | -                  | -          | -          | -          | 29     | 3      |
| 2019           | Jerv           | 1D             | 28         | 5          | CN              | 2               | 0               | -                  | -                  | -                  | -          | -          | -          | 30     | 5      |
| 2020           | Jerv           | 1D             | 26         | 2          | -               | -               | -               | -                  | -                  | -                  | -          | -          | -          | 26     | 2      |
| Totale Jerv    | Totale Jerv    | Totale Jerv    | 95         | 9          |                 | 5               | 1               |                    | -                  | -                  |            | -          | -          | 100    | 10     |
| Totale         | Totale         | Totale         | 244+2      | 15+0       |                 | 23              | 2               |                    | 3+4                | 0                  |            | -          | -          | 276    | 17     |

## Palmarès

### Club
- Campionato danese: 1

Aalborg: 2013-2014
- Coppa di Danimarca: 1

Aalborg: 2013-2014